# Dave Farrell
David Michael Farrell „Phoenix” (ur. 8 lutego 1977 w Plymouth, Massachusetts) – amerykański basista rockowy, członek zespołu Linkin Park.
W wieku 5 lat przeprowadził się do Mission Viejo w Kalifornii. Absolwent UCLA (Uniwersytetu Kalifornijskiego). Potrafi grać na gitarze basowej, wiolonczeli i skrzypcach. Wcześniej grał w Xero – zespole o składzie późniejszego Linkin Park, lecz z innym wokalistą – był nim Mark Wakefield.
Farrell nie udzielał się muzycznie na albumie Hybrid Theory, zastępowali go wówczas gitarzysta Brad Delson, a także Ian Hornbeck i Scott Koziol. Kiedy grupa zaczynała się rozwijać, Phoenix i jego przyjaciel ze szkoły Brad Delson wynajmowali wspólnie mieszkanie i ćwiczyli razem grę. Chociaż należał już do zespołu, nie mógł jeszcze występować z nim na żywo, ponieważ kończył tournée z poprzednią grupą – Tasty Snax (nazwa przemianowana po albumie Run Joseph Run! na The Snax), punkowo-chrześcijańską grupą (sam jest protestantem, mimo iż jego rodzice to katolicy). W Tasty Snax grał na gitarze, jednak przed ponownym dołączeniem do Linkin Park w 2001 przeszedł na bas. Po trasie koncertowej wrócił do Xero (obecnego Linkin Park). Oprócz tego grał też na skrzypcach i wiolonczeli na albumie Reanimation (w utworach "Opening" i "Krwlng").
Duży wpływ wywarła na niego jego matka, która nauczyła go grać na gitarze, i jego starszy brat Joe. Grupy muzyczne i wykonawcy, którymi się inspirował to: Weezer, The Beatles, Deftones, The Roots, Bob Marley, Sarah McLachlan, Hughes & Wagner i Harrod & Funck.